# David Cushman
David W. Cushman (* 15. November 1939; † 14. August 2000) war ein US-amerikanischer Biochemiker. Er entwickelte mit Miguel Ondetti Captopril den ersten ACE-Hemmer. Dies war gleichzeitig eines der ersten Beispiele rationalen Medikamentendesigns.
Cushman wurde 1966 bei Irwin C. Gunsalus mit dem Thema Methylene Hydroxylase Monooxygenases: Components and Properties of 2-Bornanone 5-Exo-Hydroxylase an der University of Illinois at Urbana-Champaign in Biochemie promoviert und war dann ab 1968 am Squibb-Forschungsinstitut (Squibb Institute of Medical Research). 1974 entwickelte er dort mit Ondetti Captopril. Es wurde 1981 von der FDA zugelassen.
1992 erhielt er mit Miguel Ondetti den ACS Award for Creative Invention der American Chemical Society. 2007 wurde Cushman in die National Inventors Hall of Fame aufgenommen. 1999 erhielt er mit Ondetti den Lasker~DeBakey Clinical Medical Research Award und 1982 erhielten beide den GlaxoSmithKline Alfred Burger Award. 1991 wurde Cushman mit dem Warren Alpert Foundation Prize ausgezeichnet.

## Schriften
- mit B. Rubin, M. Ondetti: Design of specific inhibitors of angiotensin-converting enzyme: new class of orally active antihypertensive agents, Science, Band 196, 1977, S. 441–444.